# 박이제길특 나복장곤포
나복장곤포(한국 한자: 罗卜藏衮布 나복장곤포, 1677년 8월 21일 ~ 1752년 2월 29일)는 중국 청나라의 귀족 장군 겸 정치인이다.

## 생애
몽골족 출신인 그는 부모의 후광으로 인하여 강희제와 옹정제의 총애를 받았으며, 1713년 황족 종실 겸 정치가 유헌친왕(1653~1703)의 다섯째 서녀(庶女)와 결혼하였다. 그가 결혼할 당시 그는 36세였고 부인이 13세였으니 그의 부인은 23년 연하녀였지만 그는 생전에 23년 연하 부인과의 사이에서는 자녀가 없었으며 1733년에 부인과 사별하였다.
19년 후 그가 1752년 2월 29일을 기하여 향년 75세로 병사하자 당시 88세였던 친인척 방계 동서간이자 사촌 처형부인 태장군 선사 반디 공이 그의 빈소를 조문하여 추모하였다.